# Spanțov
Spanţov é uma comuna romena localizada no distrito de Călăraşi, na região de Muntênia. A comuna possui uma área de 44.40 km² e sua população era de 4610 habitantes segundo o censo de 2007.